# Liste der bulgarischen Abgeordneten zum EU-Parlament (2007–2009)
- SPE: 6
- ALDE: 7
- EVP-ED: 4
- ITS: 1

Die Liste der bulgarischen Abgeordneten zum EU-Parlament (2007–2009) listet alle bulgarischen Mitglieder des 6. Europäischen Parlaments nach dem Beitritt Bulgarien zur Europäischen Union am 1. Januar 2007 und nach der Europawahl in Bulgarien 2007.
Mit dem EU-Beitritt am 1. Januar 2007 war es Bulgarien erlaubt Beobachter in das Europäische Parlament zu entsenden. Deren Anzahl hatte der Zahl der Mitglieder des Europäischen Parlaments zu entsprechen, auf die das betreffende Land nach dem Beitrittsvertrag Anspruch hatte, wobei die Ernennung der Abgeordneten unter angemessener Berücksichtigung der politischen Zusammensetzung des nationalen Parlaments zu erfolgen hatte.

Am 20. Mai 2007 fand daraufhin die erste Europawahl in Bulgarien statt.
- SPE: 5
- ALDE: 5
- EVP-ED: 5
- ITS: 3

## Mandatsstärke der Parteien nach der Wahl
| Nationale Partei                                     | Mandate | Fraktion                                                                   |
| ---------------------------------------------------- | ------- | -------------------------------------------------------------------------- |
| Graschdani sa Ewropejsko Raswitie na Balgaria (GERB) | 5       | Fraktion der Europäischen Volkspartei und europäischer Demokraten (EVP-ED) |
| Koalizija sa Balgarija (KsB)                         | 5       | Sozialdemokratische Fraktion im Europäischen Parlament (SPE)               |
| Dwischenie sa Prawa i Swobodi (DPS)                  | 4       | Fraktion der Allianz der Liberalen und Demokraten für Europa (ALDE)        |
| Nazionalno dwischenie sa stabilnost i waschod (NDSW) | 1       | Fraktion der Allianz der Liberalen und Demokraten für Europa (ALDE)        |
| Koalizija Ataka (KA)                                 | *3 *    | Identität, Tradition, Souveränität (ITS)                                   |
| Gesamt                                               | 18      |                                                                            |

## Abgeordnete
| Bild | Name                  | von          | bis           | Partei | Fraktion | Anmerkungen                                                                         |
| ---- | --------------------- | ------------ | ------------- | ------ | -------- | ----------------------------------------------------------------------------------- |
|      | Nedschmi Ali          | 20. Mai 2007 | 13. Juli 2009 | DPS    | ALDE     |                                                                                     |
|      | Slawtscho Binew       | 20. Mai 2007 | 13. Juli 2009 | KA     | ITSNI    | Gewählter Abgeordneter; Auflösung der ITS-Fraktion am 14. November 2007             |
|      | Georgi Blisnaschki    | 20. Mai 2007 | 13. Juli 2009 | KsB    | SPE      |                                                                                     |
|      | Mladen Tscherwenjakow | 20. Mai 2007 | 13. Juli 2009 | KsB    | SPE      |                                                                                     |
|      | Christina Christowa   | 1. Jan. 2007 | 20. Mai 2007  | NDSW   | ALDE     | Beobachter                                                                          |
|      | Filis Chusmenowa      | 20. Mai 2007 | 13. Juli 2009 | DPS    | ALDE     |                                                                                     |
|      | Filip Dimitrow        | 1. Jan. 2007 | 20. Mai 2007  | SDS    | EVP-ED   | Beobachter                                                                          |
|      | Konstantin Dimitrow   | 1. Jan. 2007 | 20. Mai 2007  | DSB    | EVP-ED   | Beobachter                                                                          |
|      | Martin Dimitrow       | 1. Jan. 2007 | 20. Mai 2007  | SDS    | EVP-ED   | Beobachter                                                                          |
|      | Stanimir Iltschew     | 1. Jan. 2007 | 20. Mai 2007  | NDSW   | ALDE     | Beobachter                                                                          |
|      | Metin Kasak           | 20. Mai 2007 | 13. Juli 2009 | DPS    | ALDE     |                                                                                     |
|      | Tschetin Kasak        | 20. Mai 2007 | 13. Juli 2009 | DPS    | ALDE     |                                                                                     |
|      | Ewgeni Kirilow        | 20. Mai 2007 | 13. Juli 2009 | KsB    | SPE      |                                                                                     |
|      | Marusja Ljubtschewa   | 20. Mai 2007 | 13. Juli 2009 | KsB    | SPE      |                                                                                     |
|      | Nikolaj Mladenow      | 1. Jan. 2007 | 20. Mai 2007  | SDS    | EVP-ED   | Beobachter                                                                          |
|      | Wladko Panajotow      | 20. Mai 2007 | 13. Juli 2009 | DPS    | ALDE     | Gewählter Abgeordneter                                                              |
|      | Atanas Paparisow      | 20. Mai 2007 | 13. Juli 2009 | KsB    | SPE      |                                                                                     |
|      | Antonija Parwanowa    | 20. Mai 2007 | 13. Juli 2009 | NDSW   | ALDE     | Gewählter Abgeordneter                                                              |
|      | Rumjana Schelewa      | 20. Mai 2007 | 13. Juli 2009 | GERB   | EVP-ED   | Gewählter Abgeordneter                                                              |
|      | Lidia Schulewa        | 20. Mai 2007 | 13. Juli 2009 | NDSW   | ALDE     |                                                                                     |
|      | Stefan Sofijanski     | 1. Jan. 2007 | 20. Mai 2007  | DSB    | EVP-ED   | Beobachter                                                                          |
|      | Dimitar Stojanow      | 1. Jan. 2007 | 13. Juli 2009 | KA     | ITSNI    | Beobachter, gewählter Abgeordneter; Auflösung der ITS-Fraktion am 14. November 2007 |
|      | Dessislaw Tschukolow  | 20. Mai 2007 | 13. Juli 2009 | KA     | ITSNI    | Gewählter Abgeordneter; Auflösung der ITS-Fraktion am 14. November 2007             |
|      | Wladimir Urutschew    | 20. Mai 2007 | 13. Juli 2009 | GERB   | EVP-ED   | Gewählter Abgeordneter                                                              |
|      | Kristian Wigenin      | 20. Mai 2007 | 13. Juli 2009 | KsB    | SPE      |                                                                                     |